# Maria Walewská
Maria Walewská (7. prosince 1786 Kiernozia – 11. prosince 1817 Paříž) pocházela z rodu hrabat Łączyńských, později provdaná hraběnka z Ornana, milenka Napoleona I. a matka jejich společného syna Alexandra Colonna-Walewského.

## Život
Maria Walewská se narodila jako nejstarší dcera hraběte Matěje Laczynského a jeho manželky Ewy Zaborowské. Jejím domácím učitelem byl otec Fryderyka Chopina. V 18 letech byla provdána za 70letého hraběte Anastasia Walewského, kterému porodila roku 1805 syna.

## Vztah s Napoleonem
Roku 1807 se během plesu ve Varšavě seznámila s císařem Napoleonem. Ten byl jejím půvabným a něžným vzhledem uchvácen a toužil po bližším kontaktu, s čímž Maria souhlasila až po tvrdém nátlaku polských vlastenců (Poniatowski, Potocki aj.) i svého vlastního manžela. Stala se Napoleonovou milenkou a s Napoleonem strávila roku 1807 „líbánky“ na zámku Finckenstein (dnes Kamieniec-Polski). Vztah Napoleona a Marie se stal brzy veřejným tajemstvím a v Grande Armée byla Marie označována jako "Napoleonova polská manželka". Kontakty obou milenců vrcholily roku 1809, při Napoleonově vídeňském pobytu. Tehdy Maria počala a roku 1810 porodila Napoleonovi syna Alexandra, pozdějšího ministra zahraničí Francie v době druhého císařství. Těhotenstvím Marie padly poslední překážky k rozvodu s Josefinou, který Napoleon z důvodů neplodného manželství dlouho plánoval, ale záměr neuskutečnil, dokud si nebyl jist svou plodností. Maria si dělala naděje, že ji Napoleon pojme za ženu, ale sňatek ze státně politických důvodů nepřipadal v úvahu. Napoleon místo toho přiměl hraběte Walewského (mj. i vysokým peněžním darem) k uznání otcovství dítěte. Mariin vřelý vztah k Napoleonovi přetrvával, třebaže císař po zbylou dobu své vlády z obav z kompromitace přerušil s Marií kontakty. Ta jej však za přísných konspirativních opatření navštívila na Elbě a chtěla jej navštívit i na Svaté Heleně, což však on, buduje si cíleně mučednickou legendu, odmítl.

## Předčasná smrt
Roku 1816 uzavřela Maria v Bruselu manželství s hrabětem Philippe-Antoinem d'Ornano, Napoleonovým oddaným generálem a císařovým bratrancem. Ten žil v dnešní Belgii v exilu. Manželé pak bydleli v Lutychu. Marie zemřela po porodu svého třetího syna (Rodolphe-Auguste d´Ornano) v Paříži. Příčinou smrti byla urosepse, která byla komplikací urolitiázy v šestinedělí.

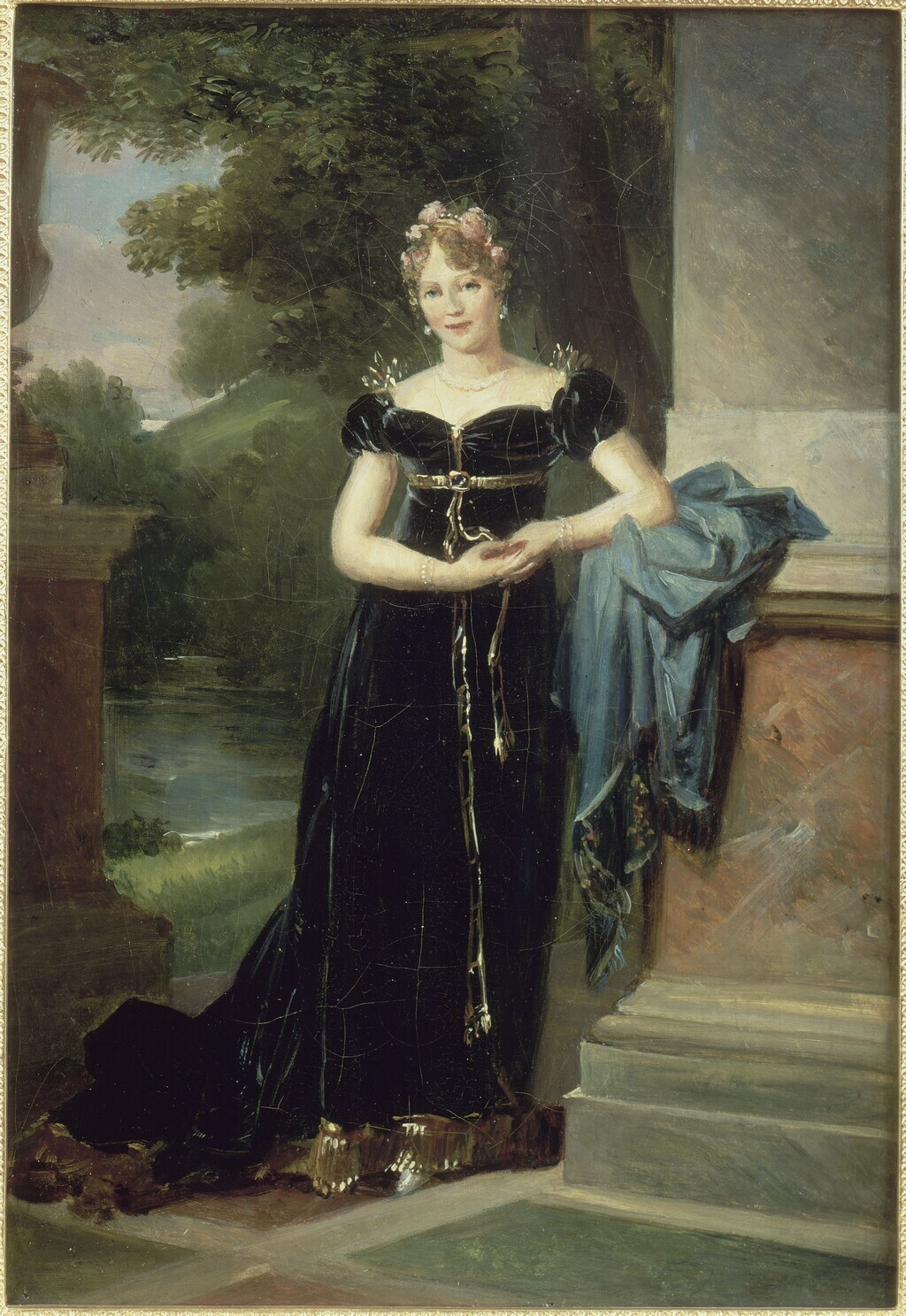
Maria hraběnka Walewská
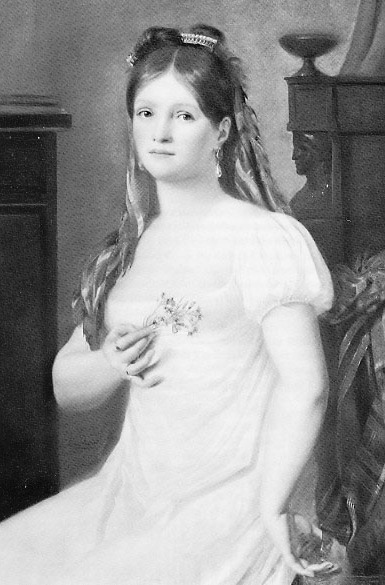
Maria hraběnka Walewská
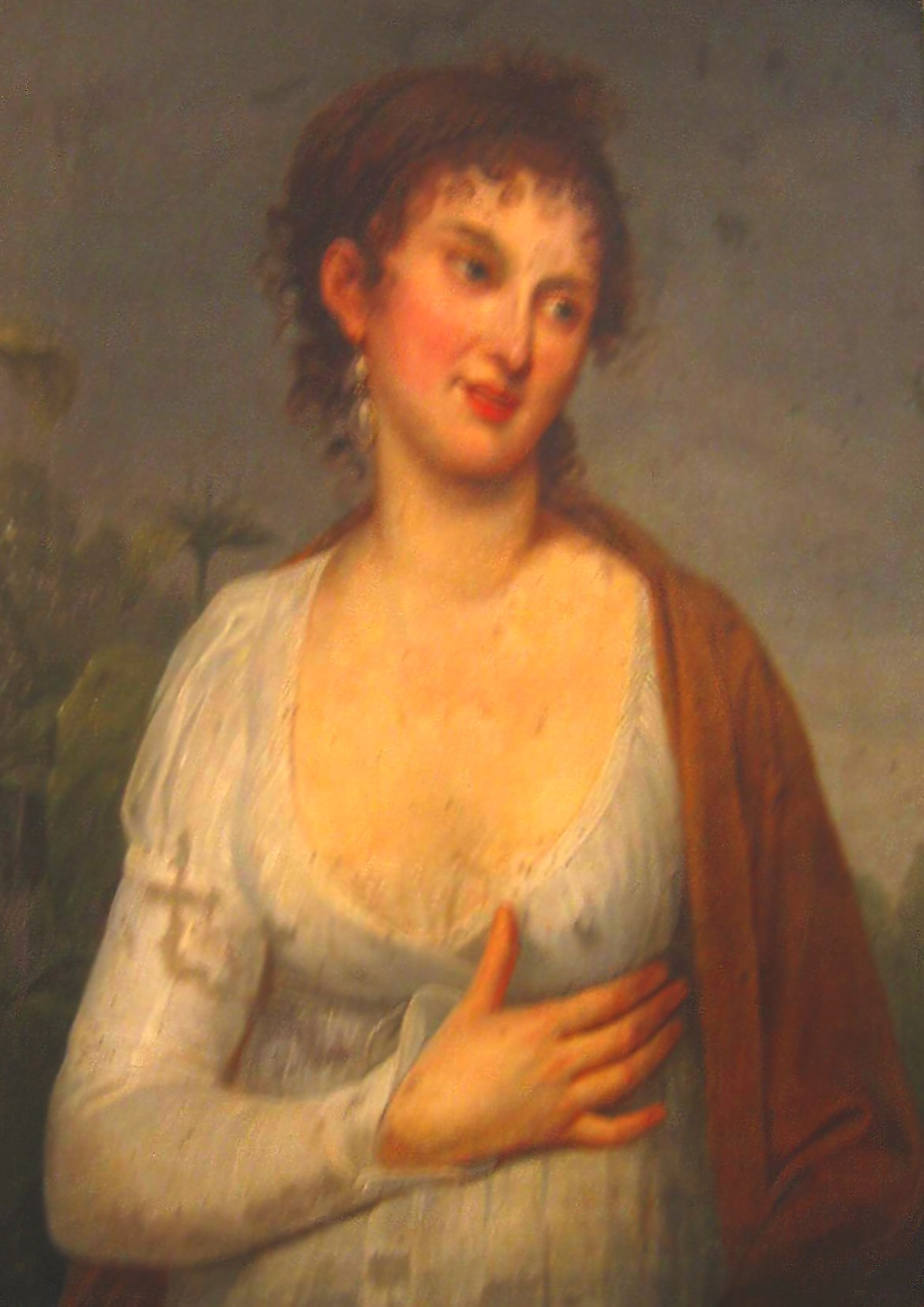
Maria Walewská